# Лісель Джонс
Лісель Джонс  (англ. Leisel Jones; 30 серпня 1985) — австралійська плавчиня, олімпійська чемпіонка.

## Виступи на Олімпіадах
| Олімпіада   | Дисципліна                    | Місце |
| ----------- | ----------------------------- | ----- |
| Сідней 2000 | плавання на 100 метрів брасом | 2     |
| Сідней 2000 | комплексна естафета 4 × 100   | 2     |
| Афіни 2004  | плавання на 100 метрів брасом | 3     |
| Афіни 2004  | плавання на 200 метрів брасом | 2     |
| Афіни 2004  | комплексна естафета 4 × 100   | 1     |
| Пекін 2008  | плавання на 100 метрів брасом | 1     |
| Пекін 2008  | плавання на 200 метрів брасом | 2     |
| Пекін 2008  | комплексна естафета 4 × 100   | 1     |
| Лондон 2012 | плавання на 100 метрів брасом | 5     |
| Лондон 2012 | комплексна естафета 4 × 100   | 2     |